# Vesselowskya rubifolia
Vesselowskya rubifolia là một loài thực vật có hoa trong họ Cunoniaceae. Loài này được (F. Muell.) Pamp. miêu tả khoa học đầu tiên năm 1905.